# Here’s to Never Growing Up
Here’s to Never Growing Up ist ein Lied der franko-kanadischen Pop-Rock-Sängerin Avril Lavigne aus dem Jahr 2013.

## Entstehung und Veröffentlichung
Das Lied wurde von der Interpretin selbst geschrieben beziehungsweise komponiert, zusammen mit den Koautoren David Hodges, Martin Johnson, Jacob Kasher und Chad Kroeger. Johnson zeichnete darüber hinaus für die Produktion verantwortlich.
Die Erstveröffentlichung von Here’s to Never Growing Up erfolgte zunächst als digitaler Promo-Tonträger am 8. April 2013 bei Epic Records. Einen Tag später folgte die offizielle Singleveröffentlichung als digitaler Einzeltrack. Im Folgemonat erschien auch ein 2-Track-Single auf CD am 19. Mai 2013, diese beinhaltet als B-Seite eine „Karaoke Version“ zu Here’s to Never Growing Up. Am 1. November 2013 erschien das Lied als Teil von Lavignes fünften, selbstbetitelten Studioalbums, dessen erste Singleauskopplung es ist.

## Inhalt
"In diesem Song erinnert Avril ihre Fans daran, dass es okay ist, für immer jung zu sein", schreibt die Website Songfacts.

## Musikvideo
Das Musikvideo zu Here’s to Never Growing Up entstand unter der Regie von Robert Hales und feierte seine Premiere am 9. Mai 2013.

## Rezeption

### Chartplatzierungen
| ChartsChartplatzierungen       | Höchstplatzierung | Wochen |
| ------------------------------ | ----------------- | ------ |
| Deutschland (GfK)              | 60 (1 Wo.)        | 1      |
| Frankreich (SNEP)              | 63 (1 Wo.)        | 1      |
| Österreich (Ö3)                | 49 (1 Wo.)        | 1      |
| Vereinigte Staaten (Billboard) | 20 (15 Wo.)       | 15     |
| Vereinigtes Königreich (OCC)   | 14 (5 Wo.)        | 5      |

### Auszeichnungen für Musikverkäufe
| Land/Region                  | Auszeichnungen für Musikverkäufe (Land/Region, Auszeichnung, Verkäufe) | Verkäufe  |
| ---------------------------- | ---------------------------------------------------------------------- | --------- |
| Australien (ARIA)            | Platin                                                                 | 70.000    |
| Kanada (MC)                  | 3× Platin                                                              | 240.000   |
| Neuseeland (RMNZ)            | Gold                                                                   | 7.500     |
| Vereinigte Staaten (RIAA)    | 2× Platin                                                              | 2.000.000 |
| Vereinigtes Königreich (BPI) | Silber                                                                 | 200.000   |
| Insgesamt                    | 1× Silber · 1× Gold · 6× Platin ·                                      | 2.517.500 |

Hauptartikel: Avril Lavigne/Auszeichnungen für Musikverkäufe